# Xã West Benton, Quận Newton, Missouri
Xã West Benton (tiếng Anh: West Benton Township) là một xã thuộc quận Newton, tiểu bang Missouri, Hoa Kỳ. Năm 2010, dân số của xã này là 2.547 người.